# Дальдер принца
Дальдер принца, княжеский дальдер, принцдальдер (нидерл. Prinsendaalder) или рейксдальдер со шлемом, гехельмтеррейксдальдер (нидерл. Gehelmter rijksdaalder) — одна из разновидностей рейксдальдера, крупной серебряной монеты Нидерландов талерового типа, с изображением Вильгельма Оранского или его сына Морица Оранского. Впервые выпущен в 1583 году в Дордрехте. Впоследствии чеканился всеми провинциями Нидерландов за исключением Гронингена до 1603 года.

## Описание монеты
На аверс монеты, впервые отчеканенной в 1583 году в Дордрехте, помещён Вильгельм I Оранский с мечом в правой руке. Отсюда её первое название — рейксдальдер с бюстом Вильгельма Оранского. Круговая легенда на аверсе «VIGILATE DEO CONFIDENTES» обозначает «Бодрствуйте, уповая на Бога». Вероятнее всего, этот сюжет — рыцарь с мечом — был заимствован с талеров саксонских курфюрстов, в частности, Морица Саксонского, тестя Вильгельма Оранского.
Поскольку Оранский носил титул принца (иногда переводится как «князь»), в народе новая монета получила ещё одно название «дальдер принца» (нидерл. Prinsendaalder), что в русскоязычной нумизматической литературе иногда переводят как «княжеский талер». Таким образом, монета противопоставлялась королевским дальдерам Филиппа II.
В нижней части реверса отчеканен герб провинции, которая выпустила монету. Над ним располагается шлем. Это изображение привело к появлению ещё одного названия данной монеты — «рейксдальдер со шлемом».
Особенность этого выпуска заключалась в том, что страна вступила в борьбу за освобождение от испанского владычества. Таким образом, изображая на монете лидера восстания Вильгельма I Оранского, город продекларировал свою независимость. Опыт выпуска аналогичной монеты переняли и все другие мятежные провинции, за исключением Гронингена. Хотя сам Вильгельм I Оранский был убит испанским наёмником Бальтазаром Жераром в 1584 году, дальдеры с его изображением продолжали чеканить вплоть до 1603 года.
Разновидностью дальдера принца, или рейксдальдера со шлемом, является монета, которая была выпущена в Зеландии в 1603 году (рейксдальдер Морица Оранского). На её оборотной стороне по-прежнему изображён гербовый щит со шлемом, но на лицевой — принц Мориц Оранский, сын Вильгельма Оранского и штатгальтер Зеландии в 1585—1625 годах.

## Влияние выпуска
Одновременно с мятежными в стране продолжали циркулировать и ранее отчеканенные монеты талерового типа, так называемые бургундские или королевские талеры. Новые монеты отличались от старых, выпущенных под контролем испанских властей, не только изображением лидера восстания, но и весовыми характеристиками. Талеры с титулом испанского короля весили 29,595 г и содержали 26,253 г чистого серебра, в то время, как революционные с изображением Вильгельма Оранского — 29,38 г и содержали 25,97 г чистого серебра. По своей сути они повторяли весовые характеристики рейхсталеров Священной Римской империи. Рейксдальдер (нидерл. Rijksdaalder) является голландским обозначением получившей широкое распространение монеты соседней страны, а также изначально повторяющих её собственных денег.
Впоследствии весовые характеристики монеты (общий вес в 29,38 г при чистом весе в 25,97 г), а также центральный сюжет оформления (рыцарь с мечом) стали использоваться при чеканки прочих нидерландских монет типа рейксдалдьдера. В частности, те же весовые нормы были использованы при выпуске рейксдальдера Лестера, который чеканился в 1586—1604 годах всеми провинциями, кроме Фрисландии и Гронингена. При этом одной стороне монеты было погрудное изображение рыцаря (но теперь штатгальтера Роберта Дадли, графа Лестера) с венком на голове, с мечом в правой руке и пучком стрел — в левой, на другой — гербовый щит, образованный из гербовых щитов провинций. 
Подражения другого рода — две разновидности западно-фризских рейксдальдеров, чеканившиеся в 1583—1603 годах. На одной стороне в той же позе и с мечом изображён фризский дворянин в берете, на другой — увенчанный шлемом гербовый щит, как на рейксдальдере со шлемом (первый вариант), или двуглавый орёл, как на рейксдальдере с орлом (второй вариант).
В 1606 году содержание серебра в нидерландских рейксдальдерах было незначительно снижено. Новые монеты, которые выпускали вплоть до 1699 года, несли изображение не Вильгельма I Оранского, а обезличенного рыцаря. В его правой руке по-прежнему был меч, но в левой — гербовый щит провинции, а на другой стороне — коронованный гербовый щит Соединённых провинций.
- Рейксдальдер Лестера (стрелы в левой руке). На обороте — герб из шести гербов провинций
- Нидерландский рейксдальдер (гербовый щит в левой руке). На обороте — герб Нидерландов